# ابو زید دورده
ابو زید دورده (عربی: أبو زيد دوردة؛ زاده ۴ آوریل ۱۹۴۴ – درگذشتهٔ ٢٨ فوریهٔ ٢٠٢٢) سیاستمدار و دیپلمات اهل لیبی بود. وی از ۷ اکتبر ۱۹۹۰ تا ۲۹ ژانویه ۱۹۹۴ نخست‌وزیر لیبی بود. او در ٢٨ فوریهٔ ٢٠٢٢ درگذشت.